# Zeno Roth
Zeno Roth, född 30 juni 1956 i Düsseldorf, död 5 februari 2018, var en tysk gitarrist och yngre bror till tyske gitarrvirtuosen Uli Jon Roth.
Till skillnad från Uli har Zenos karriär egentligen aldrig varit riktigt stor. Även då han gav ut en rad hårdrocksskivor sedan 1986 sägs det att han levde lite i skuggan av sin broder.
Med Electric Sun-basisten Ule Ritgen bildade Zeno bandet "Zeno" som hållit på sedan 1986 och lirat. Även om Uli är den som anses som den bästa av de två bröderna var ändå Zeno en mycket skicklig gitarrist.

## Diskografi
- Zeno [1986]
- Zenology [1995]
- Listen To The Light [1998]
- Zenology 2 [2005]
- Runway To The Gods [2006]